# 手良村
手良村（てらむら）は長野県上伊那郡にあった村。現在の伊那市手良各町にあたる。

## 地理
- 山：不動峰、鉢伏山
- 河川：棚沢川

## 歴史
- 1889年（明治22年）4月1日 - 町村制の施行により、沢岡村・中坪村・野口村の区域をもって発足。
- 1954年（昭和29年）4月1日 - 伊那町・富県村・美篶村・東春近村・西箕輪村と合併して伊那市が発足。同日手良村廃止。